# Oberonia toppingii
Oberonia toppingii är en orkidéart som beskrevs av Oakes Ames. Oberonia toppingii ingår i släktet Oberonia och familjen orkidéer. Inga underarter finns listade i Catalogue of Life.